# Élections législatives de 2017 dans la Mayenne
Les élections législatives françaises de 2017 ont lieu les 11 et 18 juin 2017. Dans le département de la Mayenne, trois députés sont à élire dans le cadre de trois circonscriptions.

## Élus
| Circonscription | Député sortant         | Parti | Parti | Député élu ou réélu    | Parti | Parti |
| --------------- | ---------------------- | ----- | ----- | ---------------------- | ----- | ----- |
| 1re             | Guillaume Garot        |       | PS    | Guillaume Garot        |       | PS    |
| 2e              | Guillaume Chevrollier  |       | LR    | Géraldine Bannier      |       | MoDem |
| 3e              | Yannick Favennec Becot |       | UDI   | Yannick Favennec Becot |       | UDI   |

## Rappel des résultats départementaux des élections de 2012
| Parti          | Parti                              | Premier tour | Premier tour | Second tour | Second tour | Sièges |
| Parti          | Parti                              | Voix         | %            | Voix        | %           | Sièges |
| -------------- | ---------------------------------- | ------------ | ------------ | ----------- | ----------- | ------ |
|                | Union pour un mouvement populaire  | 41 800       | 32,50        | 38 639      | 46,76       | 2      |
|                | Divers droite dont DLR, PCD        | 12 016       | 9,23         |             |             | 0      |
|                | Alliance centriste                 | 9 371        | 7,2          | 0           |             |        |
|                | Nouveau centre                     | 237          | 0,18         | 0           |             |        |
|                | Droite parlementaire               | 63 424       | 48,73        | 38 639      | 46,76       | 2      |
|                |                                    |              |              |             |             |        |
|                | Parti socialiste                   | 33 770       | 25,95        | 43 998      | 53,24       | 1      |
|                | Europe Écologie Les Verts          | 13 919       | 10,69        |             |             | 0      |
|                | Majorité présidentielle            | 47 689       | 36,64        | 43 998      | 53,24       | 1      |
|                |                                    |              |              |             |             |        |
|                | Front national                     | 10 672       | 8,2          |             |             | 0      |
|                | Front de gauche                    | 4 192        | 3,22         | 0           |             |        |
|                | Extrême gauche dont LO, NPA et POI | 1 625        | 1,25         | 0           |             |        |
|                | Mouvement démocrate                | 1 478        | 1,14         | 0           |             |        |
|                | Divers écologiste dont MÉI et AÉI  | 1 069        | 0,82         | 0           |             |        |
|                |                                    |              |              |             |             |        |
| Inscrits       | Inscrits                           | 221 737      | 100,00       | 149 383     | 100,00      | 3      |
| Abstentions    | Abstentions                        | 88 792       | 40,04        | 63 934      | 42,8        |        |
| Votants        | Votants                            | 132 945      | 59,96        | 85 449      | 57,2        |        |
| Blancs et nuls | Blancs et nuls                     | 2 796        | 2,1          | 2 812       | 3,29        |        |
| Exprimés       | Exprimés                           | 130 149      | 97,9         | 82 637      | 96,71       |        |

## Positionnement des partis

### Première circonscription
Le profil des candidats est centré sur la ville de Laval, cœur de la circonscription. En effet, trois candidats sont adjoints (Philippe Habault, Béatrice Mottier et Samia Soultani-Vigneron) quand deux autres sont conseillers municipaux d'opposition (Jean-Christophe Gruau, qui renonce en mai, et Aurélien Guillot). Le député sortant, candidat à sa succession, était maire de Laval de 2008 à 2012 et membre du conseil municipal jusqu'en 2015.
L'Union des démocrates et indépendants investi en août l'adjointe et conseillère départementale Béatrice Mottier face à l'adjoint Philippe Habault, ce dernier se présente alors comme indépendant. Le 23 janvier Béatrice Mottier renonce à l'investiture UDI en dénonçant l'accord avec Les Républicains, elle sollicite ensuite l'investiture de La République en marche et est investie le 15 mai 2017.
Le Front national investi Bruno de la Morinière, conseiller régional FN et ancien responsable départemental, en février 2017. Il affrontera Jean-Christophe Gruau, conseiller municipal de Laval exclu du parti quelques années plus tôt. Bruno de la Morinière figurait alors sur sa liste.

### Deuxième circonscription
EELV annonce la candidature d'Adèle Gourvil en janvier mais celle-ci se retire finalement pour raison professionnelles.
Christophe Langouët, maire de Cossé-le-Vivien, annonce sa candidature à l'investiture En Marche ! en mars mais n'est pas investi, il annonce maintenir sa candidature avant de finalement se désister. Valérie Hayer, conseillère départementale Alliance centriste et attachée parlementaire de Jean Arthuis, est investie le 17 mai, mais le lendemain son investiture est annulée au profit de Géraldine Bannier, dans le cadre de l'accord avec le MoDem.

## Résultats

### Résultats à l'échelle du département
|                                             |                                      |                           |                           |                          |                          |
|                                             |                                      | Premier tour 11 juin 2017 | Premier tour 11 juin 2017 | Second tour 18 juin 2017 | Second tour 18 juin 2017 |
|                                             |                                      |                           |                           |                          |                          |
|                                             |                                      | Nombre                    | % des inscrits            | Nombre                   | % des inscrits           |
| Inscrits                                    | Inscrits                             | 222 477                   | 100,00                    | 222 480                  | 100,00                   |
| Abstentions                                 | Abstentions                          | 103 975                   | 46,74                     | 119 086                  | 53?53                    |
| Votants                                     | Votants                              | 118 502                   | 53,26                     | 103 394                  | 46,47                    |
|                                             |                                      |                           | % des votants             |                          | % des votants            |
| Bulletins blancs                            | Bulletins blancs                     | 1 993                     | 1,68                      | 5 660                    | 5,47                     |
| Bulletins nuls                              | Bulletins nuls                       | 863                       | 0,73                      | 2 539                    | 2,46                     |
| Suffrages exprimés                          | Suffrages exprimés                   | 115 646                   | 97,59                     | 95 195                   | 92,07                    |
|                                             |                                      |                           |                           |                          |                          |
| Étiquette politique                         | Étiquette politique                  | Voix                      | % des exprimés            | Voix                     | % des exprimés           |
|                                             |                                      |                           |                           |                          |                          |
|                                             | La République en marche              | 21 468                    | 18,56                     | 24 063                   | 25,28                    |
|                                             | Les Républicains                     | 18 821                    | 16,27                     | 14 869                   | 15,62                    |
|                                             | Union des démocrates et indépendants | 16 004                    | 13,84                     | 19 403                   | 20,38                    |
|                                             | Parti socialiste                     | 15 361                    | 13,28                     | 18 847                   | 19,80                    |
|                                             | Mouvement démocrate                  | 15 077                    | 13,04                     | 18 013                   | 18,92                    |
|                                             | Front national                       | 8 944                     | 7,73                      |                          |                          |
|                                             | La France insoumise                  | 6 825                     | 5,90                      |                          |                          |
|                                             | Europe Écologie Les Verts            | 4 343                     | 3,38                      |                          |                          |
|                                             | Divers droite                        | 2 588                     | 2,24                      |                          |                          |
|                                             | Parti communiste français            | 1 885                     | 1,63                      |                          |                          |
|                                             | Debout la France                     | 1 404                     | 1,21                      |                          |                          |
|                                             | Divers                               | 1 086                     | 0,94                      |                          |                          |
|                                             | Parti radical de gauche              | 714                       | 0,62                      |                          |                          |
|                                             | Écologiste                           | 213                       | 0,56                      |                          |                          |
|                                             | Extrême gauche                       | 613                       | 0,53                      |                          |                          |
|                                             | Extrême droite                       | 300                       | 0,26                      |                          |                          |
| Source : Ministère de l'Intérieur - Mayenne |                                      |                           |                           |                          |                          |

### Résultats par circonscription

#### Première circonscription
Député sortant : Guillaume Garot (Parti socialiste).
|                                                                            |                                                                                 |                           |                           |                          |                          |
|                                                                            |                                                                                 | Premier tour 11 juin 2017 | Premier tour 11 juin 2017 | Second tour 18 juin 2017 | Second tour 18 juin 2017 |
|                                                                            |                                                                                 |                           |                           |                          |                          |
|                                                                            |                                                                                 | Nombre                    | % des inscrits            | Nombre                   | % des inscrits           |
| Inscrits                                                                   | Inscrits                                                                        | 72 721                    | 100,00                    | 72 721                   | 100,00                   |
| Abstentions                                                                | Abstentions                                                                     | 33 616                    | 46,23                     | 38 952                   | 53,56                    |
| Votants                                                                    | Votants                                                                         | 39 105                    | 53,77                     | 33 769                   | 46,44                    |
|                                                                            |                                                                                 |                           | % des votants             |                          | % des votants            |
| Bulletins blancs                                                           | Bulletins blancs                                                                | 557                       | 1,42                      | 1 998                    | 5,92                     |
| Bulletins nuls                                                             | Bulletins nuls                                                                  | 279                       | 0,71                      | 993                      | 2,94                     |
| Suffrages exprimés                                                         | Suffrages exprimés                                                              | 38 269                    | 97,86                     | 30 778                   | 91,14                    |
|                                                                            |                                                                                 |                           |                           |                          |                          |
| Candidat Étiquette politique (partis et alliances)                         | Candidat Étiquette politique (partis et alliances)                              | Voix                      | % des exprimés            | Voix                     | % des exprimés           |
|                                                                            |                                                                                 |                           |                           |                          |                          |
|                                                                            | Guillaume Garot (député sortant) Parti socialiste (Parti radical de gauche)     | 11 860                    | 30,99                     | 18 847                   | 61,24                    |
|                                                                            | Béatrice Mottier La République en marche                                        | 10 158                    | 26,54                     | 11 931                   | 38,76                    |
|                                                                            | Samia Soultani-Vigneron Les Républicains (Union des démocrates et indépendants) | 7 092                     | 18,53                     |                          |                          |
|                                                                            | Bruno de La Morinière Front national                                            | 3 100                     | 8,10                      |                          |                          |
|                                                                            | Nicolas Chomel La France insoumise                                              | 2 685                     | 7,02                      |                          |                          |
|                                                                            | Philippe Habault Divers droite                                                  | 1 139                     | 2,98                      |                          |                          |
|                                                                            | Maël Rannou Europe Écologie Les Verts (Nouvelle Donne)                          | 1 109                     | 2,90                      |                          |                          |
|                                                                            | Isabelle Mahé-Genero Debout la France                                           | 476                       | 1,24                      |                          |                          |
|                                                                            | Aurélien Guillot Parti communiste français                                      | 355                       | 0,93                      |                          |                          |
|                                                                            | Martine Amelin Lutte ouvrière                                                   | 159                       | 0,42                      |                          |                          |
|                                                                            | Luccio Stiz Divers (Union populaire républicaine)                               | 136                       | 0,36                      |                          |                          |
| Source : Ministère de l'Intérieur - Première circonscription de la Mayenne |                                                                                 |                           |                           |                          |                          |

#### Deuxième circonscription
Député sortant : Guillaume Chevrollier (Les Républicains).
|                                                                            |                                                                                                |                           |                           |                          |                          |
|                                                                            |                                                                                                | Premier tour 11 juin 2017 | Premier tour 11 juin 2017 | Second tour 18 juin 2017 | Second tour 18 juin 2017 |
|                                                                            |                                                                                                |                           |                           |                          |                          |
|                                                                            |                                                                                                | Nombre                    | % des inscrits            | Nombre                   | % des inscrits           |
| Inscrits                                                                   | Inscrits                                                                                       | 77 825                    | 100,00                    | 77 826                   | 100,00                   |
| Abstentions                                                                | Abstentions                                                                                    | 37 298                    | 47,93                     | 42 115                   | 54,11                    |
| Votants                                                                    | Votants                                                                                        | 40 527                    | 52,07                     | 35 711                   | 45,89                    |
|                                                                            |                                                                                                |                           | % des votants             |                          | % des votants            |
| Bulletins blancs                                                           | Bulletins blancs                                                                               | 829                       | 2,05                      | 2 088                    | 5,85                     |
| Bulletins nuls                                                             | Bulletins nuls                                                                                 | 282                       | 0,70                      | 741                      | 2,07                     |
| Suffrages exprimés                                                         | Suffrages exprimés                                                                             | 39 416                    | 97,26                     | 32 882                   | 92,08                    |
|                                                                            |                                                                                                |                           |                           |                          |                          |
| Candidat Étiquette politique (partis et alliances)                         | Candidat Étiquette politique (partis et alliances)                                             | Voix                      | % des exprimés            | Voix                     | % des exprimés           |
|                                                                            |                                                                                                |                           |                           |                          |                          |
|                                                                            | Géraldine Bannier Mouvement démocrate (La République en marche)                                | 15 077                    | 38,25                     | 18 013                   | 54,78                    |
|                                                                            | Guillaume Chevrollier (député sortant) Les Républicains (Union des démocrates et indépendants) | 11 729                    | 29,76                     | 14 869                   | 45,22                    |
|                                                                            | Marie-Noëlle Tribondeau Parti socialiste (Parti radical de gauche)                             | 3 501                     | 8,88                      |                          |                          |
|                                                                            | Sylviane Dégé Front national                                                                   | 3 038                     | 7,71                      |                          |                          |
|                                                                            | Françoise Marchand Europe Écologie Les Verts (Nouvelle Donne)                                  | 1 789                     | 4,54                      |                          |                          |
|                                                                            | Émeline Rio La France insoumise                                                                | 1 541                     | 3,91                      |                          |                          |
|                                                                            | Florian Derouet Parti communiste français                                                      | 1 097                     | 2,78                      |                          |                          |
|                                                                            | Françoise Chivert Debout la France                                                             | 529                       | 1,34                      |                          |                          |
|                                                                            | Joseph Gaudin Divers (Parti du vote blanc)                                                     | 315                       | 0,80                      |                          |                          |
|                                                                            | Marie de Ponfilly Extrême droite (Souveraineté, identité et libertés)                          | 300                       | 0,76                      |                          |                          |
|                                                                            | Martin Bordeau Divers (Union populaire républicaine)                                           | 250                       | 0,63                      |                          |                          |
|                                                                            | Maryse Lépron Lutte ouvrière                                                                   | 250                       | 0,63                      |                          |                          |
| Source : Ministère de l'Intérieur - Deuxième circonscription de la Mayenne |                                                                                                |                           |                           |                          |                          |

#### Troisième circonscription
Député sortant : Yannick Favennec Becot (Union des démocrates et indépendants).
|                                                                             |                                                                                                 |                           |                           |                          |                          |
|                                                                             |                                                                                                 | Premier tour 11 juin 2017 | Premier tour 11 juin 2017 | Second tour 18 juin 2017 | Second tour 18 juin 2017 |
|                                                                             |                                                                                                 |                           |                           |                          |                          |
|                                                                             |                                                                                                 | Nombre                    | % des inscrits            | Nombre                   | % des inscrits           |
| Inscrits                                                                    | Inscrits                                                                                        | 71 931                    | 100,00                    | 71 933                   | 100,00                   |
| Abstentions                                                                 | Abstentions                                                                                     | 33 061                    | 45,96                     | 38 019                   | 52,85                    |
| Votants                                                                     | Votants                                                                                         | 38 870                    | 54,04                     | 33 914                   | 47,15                    |
|                                                                             |                                                                                                 |                           | % des votants             |                          | % des votants            |
| Bulletins blancs                                                            | Bulletins blancs                                                                                | 607                       | 1,56                      | 1 574                    | 4,64                     |
| Bulletins nuls                                                              | Bulletins nuls                                                                                  | 302                       | 0,78                      | 805                      | 2,37                     |
| Suffrages exprimés                                                          | Suffrages exprimés                                                                              | 37 961                    | 97,66                     | 31 535                   | 92,99                    |
|                                                                             |                                                                                                 |                           |                           |                          |                          |
| Candidat Étiquette politique (partis et alliances)                          | Candidat Étiquette politique (partis et alliances)                                              | Voix                      | % des exprimés            | Voix                     | % des exprimés           |
|                                                                             |                                                                                                 |                           |                           |                          |                          |
|                                                                             | Yannick Favennec Becot (député sortant) Union des démocrates et indépendants (Les Républicains) | 16 004                    | 42,16                     | 19 403                   | 61,53                    |
|                                                                             | Josselin Chouzy La République en marche                                                         | 11 310                    | 29,79                     | 12 132                   | 38,47                    |
|                                                                             | Monique Morand Front national                                                                   | 2 806                     | 7,39                      |                          |                          |
|                                                                             | Léa Raimbault La France insoumise                                                               | 2 599                     | 6,85                      |                          |                          |
|                                                                             | Grégory Heurtebize Divers droite (Union des démocrates et indépendants diss.)                   | 1 449                     | 3,82                      |                          |                          |
|                                                                             | Sophie Leterrier Europe Écologie Les Verts (Nouvelle Donne)                                     | 1 445                     | 3,81                      |                          |                          |
|                                                                             | Michel Neveu Parti radical de gauche (Parti socialiste)                                         | 714                       | 1,88                      |                          |                          |
|                                                                             | Maud Jan-Brusson Parti communiste français                                                      | 433                       | 1,14                      |                          |                          |
|                                                                             | Claudine Chartier Debout la France                                                              | 399                       | 1,05                      |                          |                          |
|                                                                             | Sylvie Delogé Divers (Parti du vote blanc)                                                      | 240                       | 0,63                      |                          |                          |
|                                                                             | Gauthier Dupont Écologiste                                                                      | 213                       | 0,56                      |                          |                          |
|                                                                             | Marie-Paule Seigneur Lutte ouvrière                                                             | 204                       | 0,54                      |                          |                          |
|                                                                             | Charlotte Le Corre Divers (Union populaire républicaine)                                        | 145                       | 0,38                      |                          |                          |
|                                                                             | Bernadette Bresard Écologiste (Alliance écologiste indépendante)                                | 0                         | 0,00                      |                          |                          |
| Source : Ministère de l'Intérieur - Troisième circonscription de la Mayenne |                                                                                                 |                           |                           |                          |                          |